# Цетмайр, Томас
Томас Цетмайр (нем. Thomas Zehetmair; род. 23 ноября 1961, Зальцбург) — австрийский скрипач и дирижёр.
Учился в зальцбургском Моцартеуме, занимался также в мастер-классах Франца Самохила, Макса Росталя и Натана Мильштейна.
Известен как исполнитель современной музыки — в частности, осуществлённой им первой записью неоднозначно встреченного критикой скрипичного концерта Хайнца Холлигера (1995). В то же время участвует и в проектах, связанных с историческим исполнительством, в том числе выступает с Оркестром XVIII века Франса Брюггена; как отмечал российский музыкальный критик Пётр Поспелов в связи с московскими гастролями Цетмайра в 1997 г.,

скрипач Томас Зехетмайр, игравший Скрипичный концерт Бетховена на романтическом «страдивари» старым смычком и на жильных струнах, был бесподобен: к его виртуозности невозможно предъявить почти никаких претензий, а такого трепетного, лёгкого и летучего звука (который, конечно, не годится для Шостаковича) Москва ещё просто никогда не слышала.

Записал также 24 каприса Николо Паганини (1993), концерты Антонина Дворжака и Яна Сибелиуса с оркестром «Филармония» и др.
С 1994 г. руководит собственным струнным квартетом, в котором играет и его жена, скрипачка Рут Киллиус.
В 2002—2014 гг. главный дирижёр британского оркестра «Северная симфония». С 2019 г. возглавляет Штутгартский камерный оркестр.